# Hang (ütőhangszer)
A hang acélból készült idiofon ütőhangszer. Két egymással összeragasztott gáznitrált acél gömbszeletből áll. A tetején hanggödrök vannak, melyek kalapálással vannak kialakítva. Az először Svájcban készített hangszert az acéldobokból (stíldob, angolul steelpan) kiindulva építették. Több éves kutatás és akusztikus kísérletezések, a világ különböző tájairól származó érdekes hangszerek (gong, gamelán hangszerek, ghatam, harangok) tanulmányozása után bikonvex optikai lencsére emlékeztető alakot öltött. Udu-szerű hangok kiadására is képes, mivel üreges teste Helmholtz-rezonátorként működik. Hangja a hangtáléra emlékeztethet.
Neve a berni német hang, azaz 'kéz' szóból ered, nincs köze a magyar hang szóhoz. Márkanévként a Hang a PANArt Hangbau AG bejegyzett védjegye.

## Felépítése
A hangszer testének átmérője 52 cm, magassága 24 cm. Tetején körben hét vagy nyolc hanggödör, és középen egy dudor, a ding található. Az alsó félen nincsenek hanggödrök, csak a dinggel szemközti ökölnyi nagyságú kerek nyílás, a gu. A felső felet ding, az alsót gu oldalnak is hívják. 
A ding a hangszer fő hangja, és rendszerint egy kvinttel vagy kvarttal magasabbra hangolják a hangkör legalacsonyabb hangjánál. Kerekded, lapos tartomány kifelé domborodó kupolával a közepén, és gongszerű tulajdonságokat kölcsönöz a hangszernek.
A hangkör ellipszis keresztmetszetű hangmezői lapos elliptikus paraboloid alakúak. Közepükön befelé domborodó ellipszis keresztmetszetű kupolák találhatók. Minden hangmezőt az alaphangra, annak oktávjára és duodecimjére hangolnak.
A hangszer belseje a guval együtt Helmholtz-rezonátort alkot, amiben a levegő egy meghatározott frekvencián rezeg, és basszus hangot hoz létre (F2), ami a gu szűkítésével egy oktávig mélyíthető. A zenész a rezonanciát a ding ütögetésével, a ding és a hangmezők közötti területre gyakorolt nyomással, vagy a gu simogatásával változtathatja.
A stíldobbal (steelpan) ellentétben, ahol az egyes hangmezők nem hatnak egymásra, ezt a hangszert összhangzásra alakították ki. Ha a dinget vagy a hangmezőket ütögetik, simogatják, akkor más hangmezők is és maga a test is rezgésbe jön. A készítők a hangmezőket harmonikus rendű zónáknak is nevezik, melyeket a hangszer felületébe ágyaznak.
2007-ig az ilyen hangszereket különböző modellekben készítették, amelyek a hangoláson kívül (Ding D3 és B3 között) a hangmezők számában is különböztek (hét vagy nyolc). 2008 óta egy egységes modellt építenek.

## Megszólaltatása

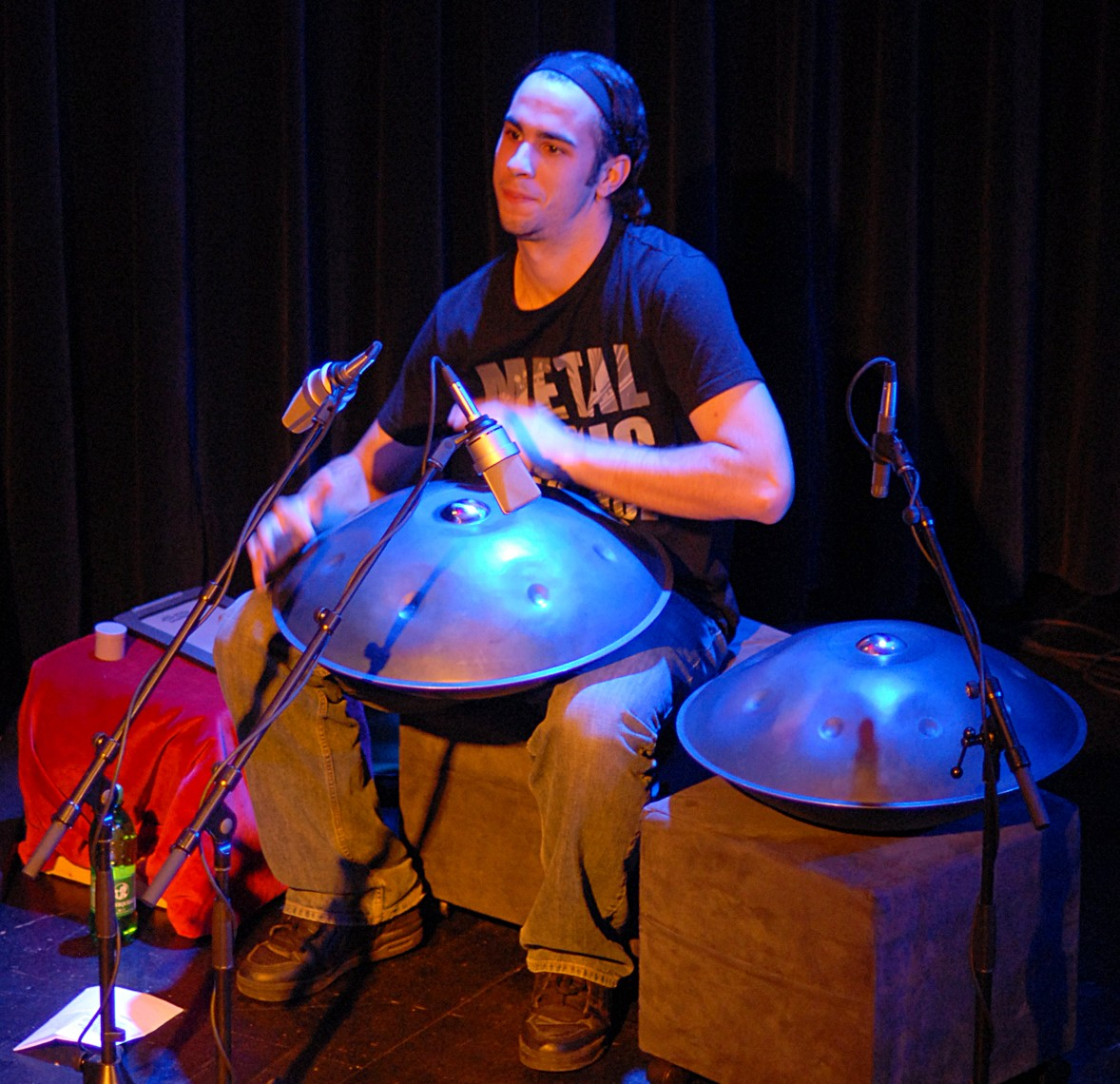
Manu Delago játéka.

Leginkább ölben tartva használják az ütőhangszert. A készítők ellenzik az állványra szerelését. Ütők helyett elsősorban a kezekkel és az ujjakkal szokták ütni, ezért általában puhább és melegebb a hangzása a stíldobnál. Használhatók a kéz különféle részei, a tenyér, a kéz éle, háta. Hangja a megszólaltatás módjától függően hárfára, harangra vagy stíldobra emlékeztet. A játék módja változatos és egyéni. Mindegyik 'tónusmező' (melyek az egyes hangok környékét jelentik) sok altónus kiadására képes.
A feltalálók hangsúlyozzák, hogy ez a hangszer nem dob. „A dob egy másik nyelv”-mondják.' Elutasítják az ütők használatát is, mivel kézzel érzékenyebben lehet megszólaltatni. Az erős ütések ugyanis nem erősítik, hanem tönkreteszik a hangot, és végső soron a hangszert is.
A játék alapját a gu és a ding összhangja jellemzi.  Ez elérhető a lábak szögének megválasztásával vagy a kéznek a gu nyílásba helyezésével. Ekkor a test Helmholtz-rezonanciája éppen egy oktávval lesz a ding frekvenciája alatt. A ding és a gu társításával a Hang olyan rezonanciába kerül, ami lehetővé teszi a zenésznek, hogy az egyes hangokat a legfinomabb mozdulatokkal formálja meg.

## Születése és fejlődése
A hangot 2000-ben Felix Rohner és Sabina Schärer (PANArt Hangbau AG) alkotta meg a svájci Bern városában, és először a 2001-es Frankfurti Zenei Vásárban mutatták be. Lényegében két öblös acéledény van speciális technológiával egymáshoz rögzítve, melynek az alsó részén kör alakú kivágást helyeztek el (gu), basszus hangokat adva ezzel a hangszernek. A tetején hét-nyolc „hangkört” helyeztek el cikk-cakk formában a mélytől a magas hangokig,, ezek mindegyike a mély hanghoz (ding) lett harmonikusan hangolva. A második nemzedékben 826 ilyen hangszert készítettek el.

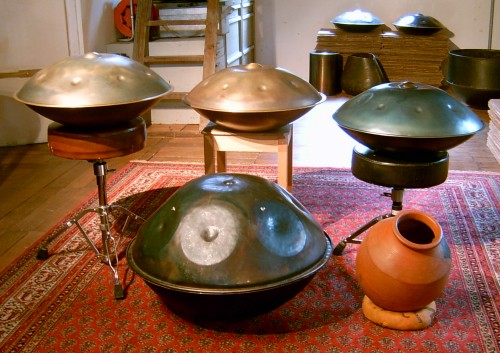
első sor: a prototípus 2000 januárból (balra), Ghatam (jobbra); második sor: 2007-es, 2006-os és 2005-ös Hanghang (balról jobbra)

Eleinte a két feltaláló, Rohner és Schärer készített ilyen ütőhangszereket. Kis műhelyük volt Bernben, ahol az összes létező hang készült – 2000 és 2005 között negyvenötféle modell. Ezek a hangszerek, melyeket első generációsnak neveznek, folyamatosan változtak még, a középső hang például kis e és kis a között mozgott. Az alaphangok pontosabb beállítását a többszöri hevítés technikája tette lehetővé. A cég később feladta nemzetközi kereskedelmi hálózatát, bezárta weboldalát, azt követően csak levélben, vagy személyesen lehetett hangot rendelni.
2006 tavaszán a hangszer készítői előálltak a második generációval. Az új hangszer rézborítást kapott, és rézgyűrűt is a testek illesztésénél. Megegyezés született a ding hangját (kis d) és a hangnemeket illetően is. A legtöbb hangszer ebből az időből két A hangon (a és a') és egy D hangon (d') volt megszólaltatható a ding körül. A többi hang nem volt ennyire stabil, ezek változhattak. A korábbi népzenei analógiákat elhagyták, és kialakították az akusztikus katedrálist, ahogy ők nevezték. 2007-től feladták a hangmezők spirális elhelyezését is, és körkörös kialakításra tértek át. 

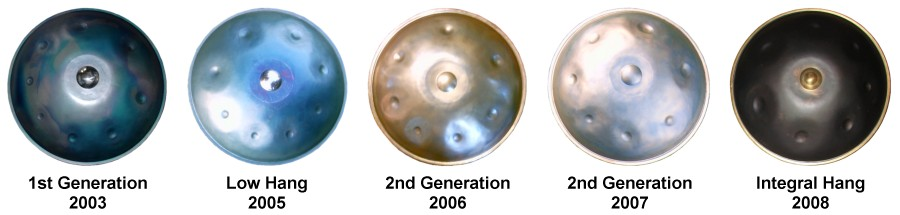
A PANArt Hang öt fejlettségi szintje.

2008 tavaszán jelent meg az ún. Integral Hang. A hangszerek sorszámot kaptak nagy H betűvel kezdve (H1, H2 stb.) Ezeken a korábbiakhoz képest több változtatást is végeztek, és már csupán egy skála volt megtalálható rajta (d ding, a, b, c', d', e', f', a'). A basszushang képzését szolgáló lyuk (gu) enyhén ovális alakot öltött, így két basszus hang keletkezik egyidejűleg – F és F#.  Jelentősen megváltozott a hangszer tetején található ding, mivel sárgaréz bevonatot kapott, és az alakján is enyhén változtattak. A PANArt logo, a sorozatszám, a készítés dátuma és a készítő aláírása a gu felőli részre kerültek.
2004 és 2007 között kisebb du nyílással is készültek hangok. Ez a guval együtt uduszerű hangzást hozott létre, ezért ezt a típust gudu-hangnak nevezik. A du nyílás egy mágneses lemezzel elzárható.
A PANArt 2008 februárjában bevezette az Integrale Hangot. A ding-kupola egyszeres, a gu-oldal kissé ovális. A ding-kupola és a gu-nyak kivételével a hangszert nem borítja sárgaréz. A ding hangolása d, a hangkörben a, h, c', d', e', f', és a' hangokra van hangolva. Más modelleket nem készítenek.
Ezzel a típussal Rohner és Schärer végleg lemondott arról a célról, hogy professzionális zenészeknek építsen hangszert. Munkájuk nem arra irányult, hogy eleget tegyenek a képzettséget, gyakorlást vagy teljesítményt megkívánó normáknak. Arra törekedtek, hogy a hangszerrel játszani felszabadulást jelentsen a követelmények alól, és csak a zenei élvezetet szolgálja minden különösebb gondolkodás nélkül. Ezt a célt abban a levélben jelentették be, amiben először említették meg a hangszer legújabb változatát, a Freie Integrale Hangot.
A Freie Integrale Hangról először egy 2009 novemberében kelt levelükben írtak. Ténylegesen 2010 áprilisa óta árulják. Elődeikhez képest annyit változott, hogy a két részt nem fogja körül sárgaréz gyűrű. A ding-kupola kettős, és nincs rajta sárgaréz bevonat. A hangolást műszerek nélkül végzik, így a ding hangmagassága kis d körüli. A többi hangot ehhez képest állítják be az Integrale Hang arányainak megfelelően.
A hangmezőket sem a matematikailag pontos arányoknak megfelelően, hanem szabadon, az összhanghatás figyelembevételével hangolják.  Ebben hasonlítanak a stíldob-hangolókra, akik az alaphang kis mértékű elhangolásával adják meg az egyes darabok hangjainak egyedi ízét. Azonban ez a módszer sem menekült meg a matematikai elemzéstől. Anthony Achong kimutatta, hogy ez az apró elhangolás befolyásolja a részhangok időtartamát, a frekvencia- és az amplitúdómodulációját a stíldob hangjának szerkezetében. A szabad hangolás lehetővé teszi, hogy ezeket a paramétereket következetesen állítsák be, és teljesen a hangok kialakítására összpontosítsanak.

## Hangminta
|  |  |  |  |